# Correia Dias
Pour les articles homonymes, voir Correia et Dias.
Manuel Belo Correia Dias (né le 24 mars 1919 à Ovar au Portugal et mort à une date inconnue) était un joueur de football portugais, qui évoluait au poste d'attaquant.

## Biographie
On sait peu de choses sur sa carrière mais on sait qu'il évolua notamment avec le club portugais du FC Porto, et que c'est avec ce club qu'il finit meilleur buteur du championnat du Portugal 1941–1942, avec 36 buts au compteur.